# 圣尼古拉 (加来海峡省)
圣尼古拉（法語：Saint-Nicolas，法語發音：[sɛ̃ nikɔla]），亦称圣尼古拉莱萨拉斯（法語：Saint-Nicolas-lez-Arras，[sɛ̃ nikɔla lɛ.z‿aʁas]，意为“阿拉斯附近的圣尼古拉”），是法国上法蘭西大區加来海峡省的一个市镇，属于阿拉斯区。

## 地理
圣尼古拉（50°18'10"N, 2°46'38"E）面积3.19 平方千米，位于法国上法蘭西大區加来海峡省，该省份为法国北部沿海省份，西北濒北海，南至索姆省，东临北部省。
与圣尼古拉接壤的市镇（或旧市镇、城区）包括：罗克兰库尔、阿拉斯、圣卡特琳、圣洛朗-布朗日。
圣尼古拉的时区为UTC+01:00、UTC+02:00（夏令时）。

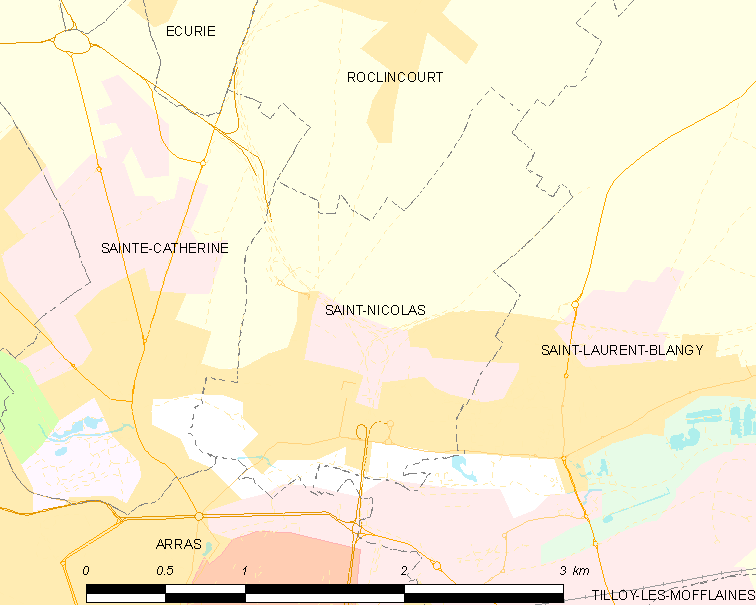
圣尼古拉的OSM定位图

## 行政
圣尼古拉的邮政编码为62223，INSEE市镇编码为62764。

## 政治
圣尼古拉所属的省级选区为阿拉斯第二县。

## 人口

1962-2008年间圣尼古拉人口变化图示

圣尼古拉于2022年1月1日时的人口数量为4548人。